# Солине (Жупа-Дубровацька)
42°37′ пн. ш. 18°13′ сх. д. / 42.61° пн. ш. 18.22° сх. д.
Солине (хорв. Soline) — населений пункт у Хорватії, в Дубровницько-Неретванській жупанії у складі громади Жупа Дубровацька.

## Населення
Населення за даними перепису 2011 року становило 268 осіб.
Динаміка чисельності населення поселення: